# Brito
Brito es una freguesia portuguesa del concelho de Guimarães, con 6,14 km² de superficie y 4.605 habitantes (2001). Su densidad de población es de 750,0 hab/km². 